# Tribunal des XXII
Le tribunal des XXII est une institution judiciaire liégeoise. La principauté de Liège connut deux tribunaux des XXII. Le tout premier, fondé en 1343 ne sera actif que huit mois. Le second, qui n'est autre que la renaissance du premier, apparaîtra en 1373 et sera dissous en 1794.

## Contexte de création
À la suite d'un conflit entre les « grands » de Liège et le peuple de la cité, se développèrent des révoltes. Le 18 juin 1316, les révoltés conclurent finalement un traité nommé la paix de Fexhe avec le prince-évêque de Liège. C'est sur cette base qu'Adolphe de La Marck, posera les bases du futur tribunal des XXII.

## Le premier tribunal des XXII
Le premier tribunal des XXII fut fondé le 6 juin 1343 après un conflit entre les autorités liégeoises et les Hutois. La Lettre des XXII, rédigée à ce moment, décrivait le fonctionnement de cette nouvelle institution. Il est composé de 22 membres viagers qui sont chargés de punir les abus de pouvoir des agents du prince. Leur seconde mission est d'assurer le respect des accords de paix passés entre les princes-évêques et leurs sujets.
Au fur et à mesure du temps, ce tribunal insista fortement quant à la supériorité de la loi sur le prince mais également sur l'importance des villes par rapport au pays. Ce phénomène trouve son explication dans l'origine de quatorze des membres du tribunal, qui étaient choisis par la ville de Huy et les autres villes de la principauté de Liège. Le prince-évêque, ne supportant pas voir la loi primer sur son pouvoir, dissout le tribunal le 25 février 1344, juste avant sa mort. Pour ce faire, il convoque les quatre chanoines du tribunal et les force à lui livrer l'écrit, du 6 juin précédent, qu'il mettra en pièces.

## Le second tribunal des XXII
Le tribunal des XXII est reformé le 2 décembre 1373 de commun accord entre les états et le prince-évêque Jean d'Arckel. Le tribunal instaure la responsabilité des agents de l'autorité épiscopale et l'irresponsabilité du prince. Dorénavant, et contrairement au tribunal de 1343, les membres sont élus chaque année par le chapitre de Saint-Lambert, les chevaliers, la cité et les bonnes villes. Sa mission reste cependant identique : juger les officiers de l'évêque ayant abusé de leurs pouvoirs. Néanmoins, le prince-évêque obtient de ne plus être justiciable de ce tribunal. Le tribunal des XXII perdurera jusqu'à la fin de l'Ancien Régime, mais finira par disparaître définitivement en 1794. Il a connu des périodes de toute-puissance, ainsi que des périodes plus vides, son pouvoir variant selon les différents conflits, souvent conclus par des paix dites « des XXII », parsemant son existence. Durant la première moitié du XVIIe siècle par exemple, le tribunal prendra en importance pour finalement se faire limiter dans son pouvoir d'action au début du siècle suivant. Cette nouvelle juridiction va être une des bases de la Constitution belge de 1831.

## Description

### Lieu
Le tribunal des XXII a probablement siégé au sein de la cathédrale Notre-Dame-et-Saint-Lambert de Liège, occupant différentes pièces au cours de son existence. Tout au long du XVIIIe siècle, il s'est réuni dans différents endroits non-fixes, qui varient avec le temps.

### Composition du second tribunal des XXII
Les personnes siégeant au tribunal des XXII changeaient tous les ans. Les XXII, qui sont souvent de jeunes juristes désireux d'acquérir de l'expérience, sont encadrés par un président. Toutefois, il faut constater une certaine diversité parmi les membres puisque les trois États, représentés par les nobles, le clergé et le tiers état, élisent des représentants. Toutes ces personnes, même si elles sont élues, intègrent souvent le tribunal par tradition familiale. Afin d'être admis au tribunal, les élus prêtent serment, jurant notamment de respecter les paix et de ne pas acheter leur place. Les XXII ont le privilège d'être inattaquables en justice. De plus, leur fonction est rétribuée. Bien que leur nombre soit réduit, le personnel auxiliaire est important.

### Compétences
Les bases du tribunal des XXII sont fixées par la paix de Fexhe. Par la suite, différents traités, suivant des conflits, modifièrent certains points. Les compétences du tribunal ont donc fortement varié au fil du temps.
À l'origine, le tribunal des XXII devait s'opposer aux abus commis par les autorités liégeoises. Par la suite, les principales affaires qui ont occupé le tribunal sont des abus de pouvoir des autorités publiques ou privées ainsi que des saisies et emprisonnements non-motivés. Les procès étaient intentés sur base de plaintes provenant de nobles comme de simples citoyens. Le tribunal menait des enquêtes par groupes de deux afin de résoudre les problèmes soulevés. En guise de châtiment, les accusés devaient payer une lourde amende ou étaient bannis. 
D'un point de vue géographique, le pouvoir du tribunal s'étendait sur tout le territoire de la principauté de Liège. Les plaintes étaient relativement équilibrées à ce niveau, malgré les problèmes de communication et de transport. Les membres du tribunal souhaitaient que les ecclésiastiques soient jugés au même titre que les laïcs. À la suite de la paix de Saint-Jacques en 1487, le tribunal des XXII ne put plus ni modifier le jugement porté par les autres tribunaux, ni intervenir pendant leurs procès. À différentes époques, comme au XVIIe siècle, les XXII se sont autorisés à s'occuper d'affaires concernant d'autres institutions. Face à ces excès, la préoccupation majeure de la population était donc de limiter le pouvoir du tribunal.

### Problèmes et visions externes
Au cours de son existence, il y eut de nombreuses tensions entre le tribunal des XXII et l'Église. En effet, cette dernière n'appréciait pas de voir le tribunal s'occuper des affaires ne le concernant pas. De plus, les XXII se sont parfois attaqués directement au prince-évêque, surtout au XVIIe siècle. Parmi les autres points reprochés au tribunal des XXII, on peut citer le budget important demandé pour les salaires et les frais d'enquête, ainsi que la lenteur du processus judiciaire. En général, on peut retenir que le tribunal des XXII s'est souvent permis de sortir de son domaine d'action, ce qui a occasionné beaucoup de moments de crise. Tous ces problèmes menèrent à la suppression de l'institution.

## Reconnaissance
La ville de Liège se souvient de ce tribunal en nommant une de ses rues la rue des Vingt-Deux dans le quartier des Guillemins.

## Voir également